# Momentanzinsmodell
Ein Momentanzinsmodell (englisch short rate model) ist ein mathematisches Modell, das die Dynamik des Momentanzinses (englisch short rate) beschreibt.
Ziel ist es, durch die Beschreibung des Momentanzinses – häufig als r abgekürzt – die Werte von Nullkuponanleihen P(t,T) für beliebige Zeitpunkte t < T zu erhalten. Die Entwicklung von r(t) wird dabei durch eine oder mehrere stochastische Differentialgleichungen gegeben, wobei man je nach der genauen Form verschiedene Modelle unterscheidet. Die Modelle unterscheiden sich voneinander sowohl durch die Komplexität der Formeln, die bei manchem Modellen eine analytische Formel für Anleihepreise unmöglich macht, als auch durch qualitatives Verhalten des Zinssatzes selbst: Zum Beispiel kann r(t) im Vasicek-Modell negative Werte annehmen.

## Der Momentanzins
Der Momentanzins {\displaystyle r_{t}\,} ist der (annualisierte) Zinssatz, zu dem ein Marktteilnehmer Geld für einen infinitesimalen Zeitraum {\displaystyle [t,t+\mathrm {d} t]\,} ausborgen kann. Aus dem jetzigen Momentanzins folgt noch nicht der Verlauf der gesamten Zinsstrukturkurve. Allerdings kann man mit Hilfe der für die Modelle üblicherweise vorausgesetzten Arbitragefreiheit zeigen, dass der Preis einer Nullkuponanleihe mit Maturität T zur Zeit t durch
{\displaystyle P(t,T)=\mathbb {E} \left[\left.\exp {\left(-\int _{t}^{T}r_{s}\,\mathrm {d} s\right)}\right|{\mathcal {F}}_{t}\right]}
gegeben ist. Dabei ist {\displaystyle {\mathcal {F}}_{t}\,} die natürliche Filtration des Prozesses. Das heißt, dass ein Modell für die zukünftige Entwicklung des Momentanzinses die Preise von allen Anleihen bestimmt.

## Beispiele von Momentanzinsmodellen
In dieser Sektion bezeichnet {\displaystyle W_{t}} einen Wiener-Prozess unter einem risikoneutralen Wahrscheinlichkeitsmaß und {\displaystyle \mathrm {d} W_{t}} sein Differential.
Prominente Beispiele von Momentanzinsmodellen sind:
- Vasicek[1] (1977)
- Cox, Ingersoll und Ross (CIR)[2] (1985)
- Hull-White-Modell[3] (1990)

### Vasicek-Modell
Im Vasicek-Modell von Oldřich Vašíček wird die Dynamik von r(t) durch einen Ornstein-Uhlenbeck-Prozess beschrieben:
{\displaystyle \mathrm {d} r(t)=\kappa ({\bar {r}}-r(t))\mathrm {d} t+\sigma \mathrm {d} W_{t},\ r(0)=r_{0}.}
Dieser Prozess strebt immer wieder zu seinem Gleichgewichtsniveau {\displaystyle {\bar {r}}}. Das Modell hat attraktive Vorteile: Die Differentialgleichung kann explizit gelöst werden und der Momentanzins ist in diesem Modell normalverteilt. Dabei treten negative Zinssätze mit positiver Wahrscheinlichkeit auf.

## Andere Zinsmodelle
Eine zweite Familie von Zinsmodellen ist der Heath-Jarrow-Morton-Modellrahmen (HJM-Modell). Dabei wird nicht der aktuelle Momentanzins, sondern die gesamte Entwicklung des Momentanzinses, also die Gesamtheit der Termin-Momentanzinsen, modelliert. 
Für manche Kassazinsmodelle wie das CIR und das Hull-White-Modell gibt es eine äquivalente Beschreibung im HJM-Modellrahmen; andere Modelle haben keine duale HJM-Repräsentation.